# Liste der Bodendenkmale in Glienicke/Nordbahn
Die Liste der Bodendenkmale in Glienicke/Nordbahn enthält alle Bodendenkmale der brandenburgischen Gemeinde Glienicke/Nordbahn. Grundlage ist die Veröffentlichung der Landesdenkmalliste mit dem Stand vom 31. Dezember 2020. Die Baudenkmale sind in der Liste der Baudenkmale in Glienicke/Nordbahn aufgeführt.

## Glienicke/Nordbahn
| Gemarkung                  | Flur   | Kurzansprache                                                                                | Bodendenkmalnummer | Bemerkung | Bild |
| -------------------------- | ------ | -------------------------------------------------------------------------------------------- | ------------------ | --------- | ---- |
| Glienicke (Lage)           | 08     | Siedlung Bronzezeit, Hort Bronzezeit, Grab Neolithikum                                       | 70096              |           |      |
| Glienicke (Lage)           | 04     | Siedlung Urgeschichte                                                                        | 70097              |           |      |
| Glienicke (Lage)           | 01; 3  | Dorfkern deutsches Mittelalter, Dorfkern Neuzeit                                             | 70098              |           |      |
| Glienicke (Lage)           | 06; 8  | Siedlung Neolithikum, Siedlung Bronzezeit, Siedlung Eisenzeit                                | 70099              |           |      |
| Glienicke, Schildow (Lage) | 11; 18 | Rast- und Werkplatz Paläolithikum, Rast- und Werkplatz Mesolithikum, Grenzmarkierung Neuzeit | 70070              |           |      |